# Новоивановка (Пятихатский район)
Новоивановка (укр. Новоіванівка) — село,
Савровский сельский совет,
Каменском районе,
Днепропетровская область,
Украина.
Код КОАТУУ — 1224585907. Население по переписи 2001 года составляло 67 человек .

## Географическое положение
Село Новоивановка находится в 1,5 км от села Червоная Поляна и в 2-х км от города Жёлтые Воды.
По селу протекает пересыхающий ручей с запрудой.